# Il segno di Attila
Il segno di Attila è un romanzo storico di Guido Cervo ambientato nel V secolo, pubblicato in Italia dalla casa editrice Piemme.

## Trama
Nel 451 d.C. al culmine di una sanguinosa guerra nelle Gallie, durante la quale l'intera regione viene sconvolta da violenze, saccheggi e massacri, Unni e Romani, affiancati dai rispettivi alleati, sono giunti alla resa dei conti. Così decine di migliaia di uomini si fronteggiano in un'epica battaglia, in un confronto che segnerà per sempre la storia d'Europa.

## Edizioni
- Guido Cervo, Il segno di Attila, Piemme, 2008,  p. 568, ISBN 978-88-566-0295-1.